# Lars Jangblad
Lars Ingemar Jangblad, tidigare Johansson, född 11 januari 1931 i Göteborg, död 1 november 2016 i Göteborg, var en svensk fotbollsspelare (högerinner).
Jangblad kom fram i IFK Göteborgs juniorlag och seriedebuterade för klubben i division II 1950/1951, då han spelade fem matcher (fyra mål) när IFK vann sin serie och gick upp i Allsvenskan. Han spelade sedan sammanlagt 47 allsvenska matcher (23 mål), innan han 1954 lämnade klubben och flyttade till IFK Eskilstuna. Med Eskilstuna spelade han säsongen 1957/1958 i Allsvenskan, där han gjorde 21 matcher (10 mål). 1961 flyttade han till Sandviken. Han spelade dock inte allsvenskt med Sandvikens IF utan gick till lokalkonkurrenten Sandvikens AIK, där han spelade åtminstone till 1963.
Jangblad spelade en U-landskamp för Sverige, en 3–2-förlust mot Danmark 1952 där han gjorde ett mål för Sverige. Han spelade även handboll för Redbergslids IK, och var dessutom landslagsman i denna sport.